# District de Jhansi

Le district de Jhansi (hindi : झांसी जिला) est un district de la Division de Jhansi dans l'État de l'Uttar Pradesh en Inde.

## Géographie
Son centre administratif est la ville de Jhansi. 
La superficie du district est de 5 024 km2 et la population était en 2011 de 1 998 603 habitants.